# Sven Nys

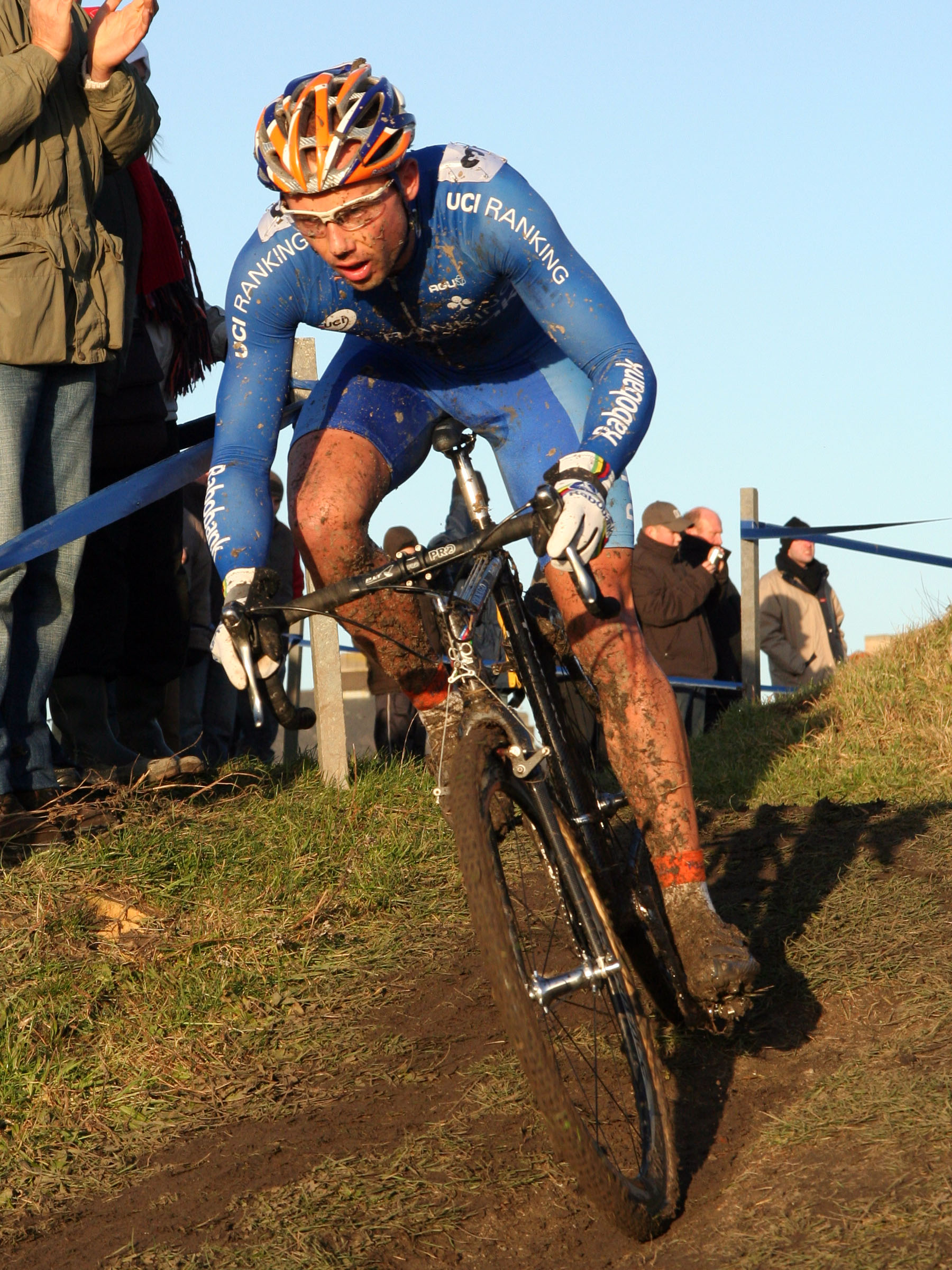
Sven Nys, 2007

Sven Nys (efternamnet även skrivet Nijs), född den 17 juni 1976, är en belgisk tidigare tävlingscyklist som nådde sina största framgångar i cykelcross, men han tävlade också i mountainbike (femfaldig belgisk mästare plus ett EM-brons) och på landsväg (inga större frangångar).
I cykelcross blev Nys världsmästare säsongerna 2004/2005 och 2012/2013. Han har också två silvermedaljer och fem bronsmedaljer från VM. Dessutom vann han UCI World Cup tre gånger och Superprestige tretton, samt tog nio belgiska mästerskapstitlar.
Nys representerade Belgien i mountainbike vid Olympiska spelen 2008 (9:a) och 2012 (avbröt).

## Meriter

### Landsväg
| 1996 2:a i Vlaamse Havenpijl 1998 Vinnare av Grand Prix Criquielion 1999 5:a i Internationale Delta Profronde 7:a i Nationale Sluitingsprijs 2001 2:a i Henk Vos Memorial 10:a i Ronde van Noord-Holland 2002 8:a i GP Stad Zottegem 2004 4:a totalt i Boucles de la Mayenne 9:a i Memorial Philippe Van Coningsloo | 2005 3:a i Grand Prix de la ville de Pérenchies 6:a i IWT Jong Maar Moedig 2006 Vinnare av IWT Jong Maar Moedig 7:a totalt i Circuito Montañes 8:a totalt i Belgien runt 2008 10:a i Omloop der Kempen 2011 9:a i IWT Jong Maar Moedig 2012 5:a i Circuit de Wallonie 2014 6:a i IWT Jong Maar Moedig |

### Mountainbike
| 2005 Belgisk mästare 2006 2:a vid Belgiska mästerskapen 2007 Belgisk mästare 2008 2:a vid Belgiska mästerskapen 9:a vid Olympiska spelen | 2009 2:a vid Belgiska mästerskapen 3:a vid Europamästerskapen 2013 Belgisk mästare 2014 Belgisk mästare 2015 Belgisk mästare |

### Cykelcross
| 1994 2:a vid Belgiska juniormästerskapen 4:a vid Juniorvärldsmästerskapen 1995 Belgisk juniormästare | 1997 U23-världsmästare 1998 U23-världsmästare 2:a vid Belgiska U23-mästerskapen |

#### Elit
Världsmästerskapen och de belgiska mästerskapen avhölls i januari–mars, medan UCI World Cup och Superprestige består av deltävlingar och avgörs vintersäsongsvis.
| SäsongTävling         | 1997 1998 | 1998 1999 | 1999 2000 | 2000 2001 | 2001 2002 | 2002 2003 | 2003 2004 | 2004 2005 | 2005 2006 | 2006 2007 | 2007 2008 | 2008 2009 | 2009 2010 | 2010 2011 | 2011 2012 | 2012 2013 | 2013 2014 | 2014 2015 | 2015 2016 |
| --------------------- | --------- | --------- | --------- | --------- | --------- | --------- | --------- | --------- | --------- | --------- | --------- | --------- | --------- | --------- | --------- | --------- | --------- | --------- | --------- |
| Världsmästerskapen    | –         | 6         |           | 4         |           | 5         | DNF       |           | DNF       | 11        |           |           |           |           | 7         |           |           | 17        | 4         |
| Belgiska mästerskapen | –         |           |           | 6         | 7         |           |           |           |           |           |           |           |           | DNF       |           |           |           | 4         |           |
| UCI World Cup         | –         |           |           | 6         |           |           |           | X         | X         | X         | X         |           |           |           |           |           | 12        | 28        | 4         |
| Superprestige         | 5         |           |           | 6         |           |           |           |           |           |           |           |           |           |           |           |           |           | 6         |           |
| UCI:s världsranking   | 10        | 2         | 1         | 5         | 2         | 1         | 2         | 1         | 1         | 1         | 1         | 1         | 2         | 1         | 2         | 1         | 2         | 11        | 5         |

DNF= Fullföljde ej      X = Avhölls ej